# Oxyanthus tubiflorus
Oxyanthus tubiflorus là một loài thực vật có hoa trong họ Thiến thảo. Loài này được (Andr.) DC. mô tả khoa học đầu tiên năm 1830.